# Classique de Saint-Sébastien 2009
La 29e édition de la Classique de Saint-Sébastien a eu lieu le 1er août 2009. Il s'agit de la dixième épreuve de l'UCI ProTour 2009 et la 18e épreuve du Calendrier mondial UCI 2009.
Carlos Barredo s'impose lors d'un sprint à deux face à Roman Kreuziger. Mickaël Delage règle le groupe des poursuivants au sprint pour la troisième place.
Cependant Carlos Barredo est disqualifié des courses auxquelles il a participé entre le 26 octobre 2007 et le 24 septembre 2011 à la suite d'anomalies dans son passeport biologique. De ce fait, la victoire revient à Roman Kreuziger. Mickaël Delage et Peter Velits complètent le podium respectivement pour la deuxième et troisième place. De plus tous les autres coureurs classés jusqu'à la vingt-et-unième place se voient également gagner un rang. La place de vingt-et-unième restant vacante.

## Équipes participantes et leaders
Comme cette course est organisée sous l'autorité de l'UCI ProTour, les 18 équipes ProTour sont automatiquement invitées. Une wild card a été attribuée à l'équipe continentale espagnole Contentpolis-Ampo.
Les 19 équipes présentes sont donc :
| - AG2R La Mondiale - Astana - BBox Bouygues Telecom - Contentpolis-Ampo - Caisse d'Épargne - Cofidis - Euskaltel-Euskadi | - La Française des jeux - Fuji-Servetto - Garmin-Slipstream - Lampre-NGC - Liquigas - Quick Step | - Rabobank - Silence-Lotto - Team Columbia-HTC - Team Katusha - Team Milram - Team Saxo Bank |

Chaque équipe aligne 8 coureurs pour un total de 152 coureurs au départ. La course se déroule moins d'une semaine après la fin du Tour de France 2009. 17 équipes et de nombreux coureurs du Tour sont au départ, parmi lesquels Andy Schleck.

## Classement final
| Pos. | Cycliste          | Pays      | Équipe            |    | Temps           | Points UCI |
| ---- | ----------------- | --------- | ----------------- | -- | --------------- | ---------- |
| -    | Carlos Barredo    | Espagne   | Quick Step        |    |                 | 80         |
| 1    | Roman Kreuziger   | Tchéquie  | Liquigas          | en | 5 h 37 min 00 s | 60         |
| 2    | Mickaël Delage    | France    | Silence-Lotto     | +  | 7 s             | 50         |
| 3    | Peter Velits      | Slovaquie | Milram            |    | 7 s             | 40         |
| 4    | Ryder Hesjedal    | Canada    | Garmin-Slipstream |    | 7 s             | 30         |
| 5    | Filippo Pozzato   | Italie    | Katusha           |    | 7 s             | 22         |
| 6    | Christophe Riblon | France    | AG2R La Mondiale  |    | 7 s             | 14         |
| 7    | Sergueï Ivanov    | Russie    | Katusha           |    | 7 s             | 10         |
| 8    | Rubén Pérez       | Espagne   | Euskaltel-Euskadi |    | 7 s             | 6          |
| 9    | Marco Pinotti     | Italie    | Team Columbia-HTC |    | 7 s             | 2          |
| 10   | Johan Vansummeren | Belgique  | Silence-Lotto     |    | 7 s             | -          |